# فرانچسکو پورتزیو
فرانچسکو پورتزیو (ایتالیایی: Francesco Porzio؛ زادهٔ ۲۶ ژانویهٔ ۱۹۶۶) بازیکن واترپلو اهل ایتالیا است.